# Vladimir Magdić
Vladimir Magdić (* 6. März 1931 in Dubrovnik; † 13. Mai 2011 in Hannover) war ein im damaligen Jugoslawien und heutigem Kroatien geborener Bildhauer, Illustrator, Maler und Zeichner.

## Leben
Nach seinem Abitur begann Vladimir Magdić ab 1950 mit dem Studium der Bildhauerei an der Kunstakademie Zagreb. Währenddessen absolvierte er sein Volontariat in Walter Neugebauers Studio Duga, „dem Gründer der Zagreber Schule“. Dabei erlernte er, laut eigener Aussage „so ganz nebenbei“, die Techniken des Comic-Zeichnens und der Trickfilm-Animation. 1955 schloss Magdić sein Studium mit einem Diplom ab und wurde im selben Jahr in den kroatischen Künstlerverband Hrvatsko društvo likovnih umjetnika aufgenommen. Bald darauf beschickte der Bildhauer erste Ausstellungen.
1956 siedelte Vladimir Magdić gemeinsam mit der „Gruppe Neugebauer“ nach München über, um Comics und Trickfilme für Rolf Kauka zu zeichnen. In Kaukas Verlag lernte Magdić seine spätere Ehefrau Inge kennen.

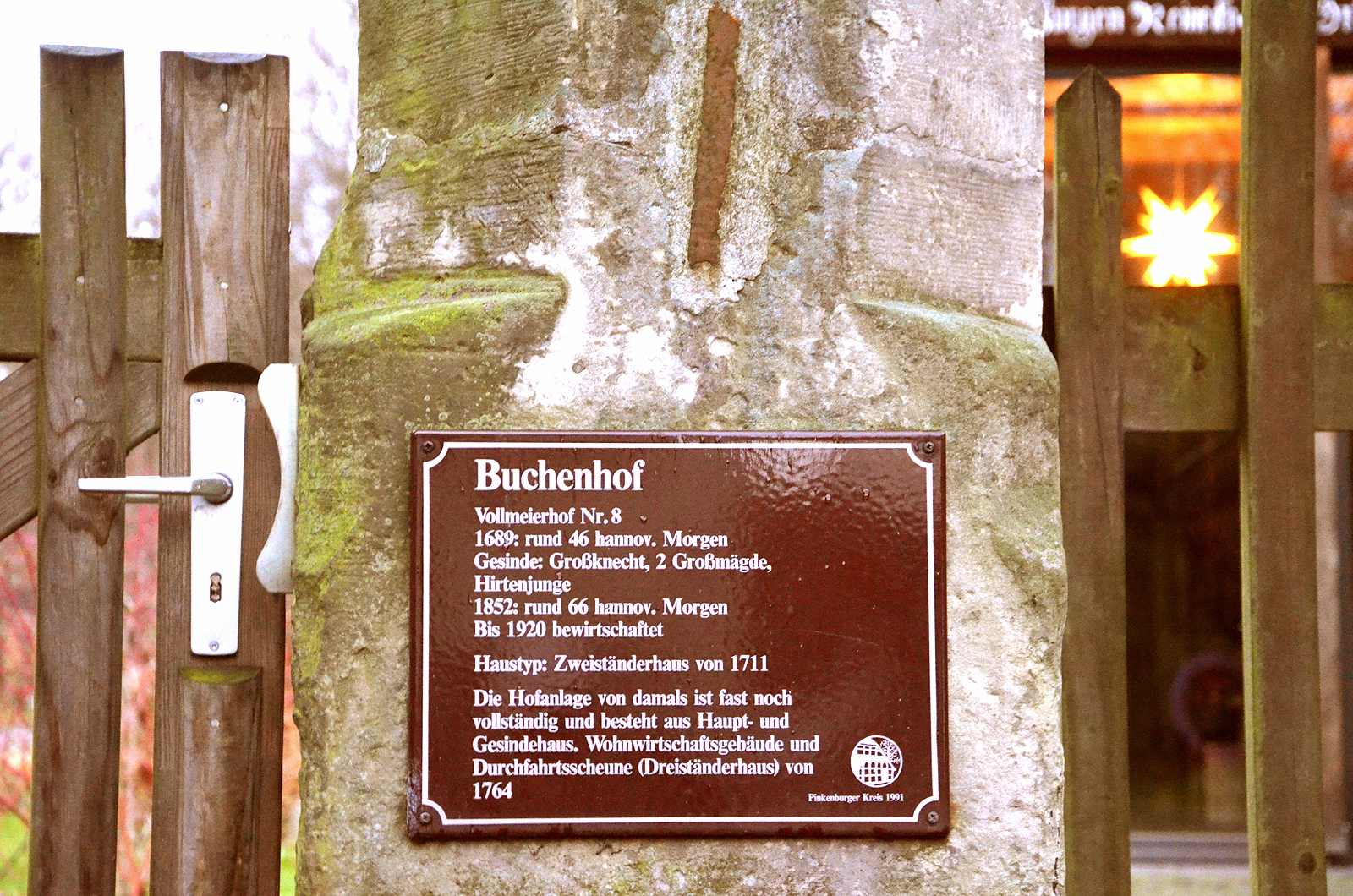
Infotafel des Pinkenburger Kreises von 1991 zum Buchenhof am Kapellenbrink 6 und 8, zu dem auch das spätere Grafik Atelier Magdić gehörte

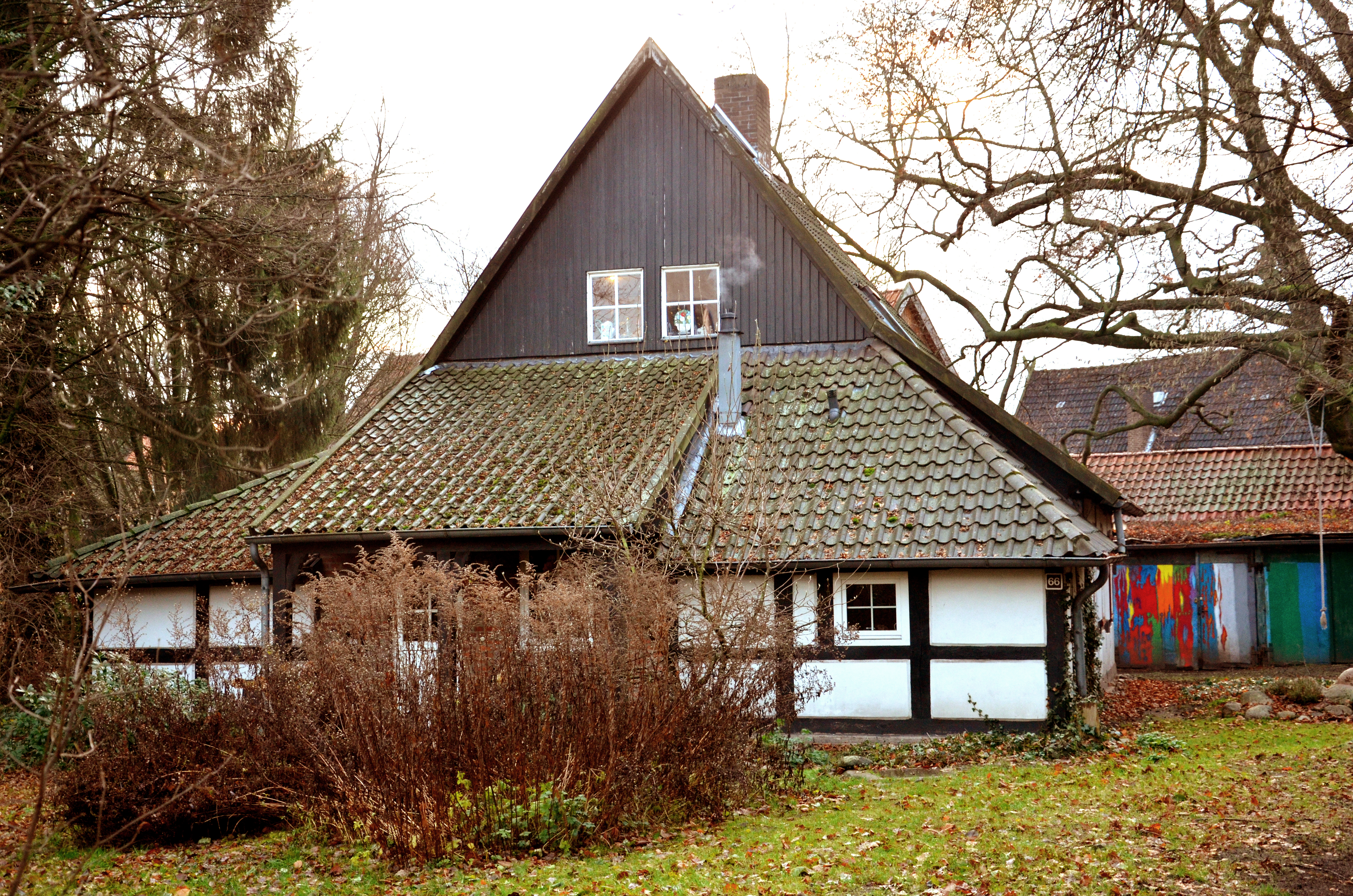
Das Grafik Atelier Magdić in dem denkmalgeschützten Dreiständerhaus aus dem 18. Jahrhundert

1969 zog die Familie Magdić in den damaligen hannoverschen Stadtteil Buchholz (heute: Groß-Buchholz), um dort „mit gleichgesinnten idealistischen Familienmitgliedern“ und einigen Freunden den Buchenhof zu restaurieren. Unter künstlerischer Anleitung von Vladimir Magdić wurde dabei zunächst der Giebel des Haupthauses wieder hervorgehoben. Ein Ergebnis der Arbeiten war 1974 der zweite Preis im Fassaden-Wettbewerb der Stadt Hannover sowie zahlreiche Veröffentlichungen, darunter in dem jährlich erscheinenden Kalender Am hohen Ufer. Später wurden auch die Nebengebäude des Buchenhofes restauriert sowie der von der Familie Magdić bewohnte Altenteilerhaus.
So entstanden in dem vom historischen Bauernhaus zum Künstlerhaus von Inge und „Vlado“ Magdić umfunktionierten Gebäude „hinter Ebelings Tenne“ Geschichten mit Comicfiguren wie Fix und Foxi, Tom und Klein Biberherz, Micky Maus und Donald Duck oder Asterix und Obelix, aber auch die animierten Mainzelmännchen für das ZDF. In Groß-Buchholz entstanden jedoch auch Werke wie beispielsweise Aquarelle, Zeichnungen, Grafiken und Kunstdrucke, die Besuchern des Groß-Buchholzer Künstlerhauses zugänglich waren.
Vladimir Magdić war Mitglied der Künstlergruppe NEXUS und wurde 1986 Mitglied im Bund Bildender Künstler (BBK), an dessen Ausstellungen er mehrfach beteiligt war.
Im Alter von 80 Lebensjahren starb Vladimir Magdić. Die Trauerfeier fand am 20. Mai 2011 auf dem Stadtfriedhof Lahe statt.
Das Grafik Atelier Magdić unter der Adresse Groß-Buchholzer Kirchweg 66 in Hannover hat seine Frau Ingeborg Magdić heute zum „Museum“ umfunktioniert.

## Ausstellungen (Auswahl)

### Gemeinschaftsausstellungen
Vladimir Magdić stellte gemeinsam mit dem BBK aus
- in der Orangerie vom Großen Garten in Hannover-Herrenhausen[4]
- im Künstlerhaus;[4]
- in der Städtischen Galerie KUBUS;[4]
- in der Gottfried Wilhelm Leibniz Bibliothek – Niedersächsische Landesbibliothek[4]
- in der Staatsoper Hannover.[4]

### Einzelausstellungen
- Galerie Mezzanin[4]
- Galerie Burgdorf[4]
- im Foyer der Pelikan Group[4]
- in Dubrovnik[4]
- in einer Filiale der Dresdner Bank Hannover[4]
- im Ratsaalfoyer im Rathaus von Fallingbostel

## Bekannte Werke (Auswahl)
- 1991: Ehemaliges Backhaus des Vollmeierhofes Reinecke, Groß-Buchholzer-Kirchweg 66, Radierung, handschriftlich signiert EA, MAGDIC 91[4]
- 1995: Nordseite des Giesecke-Hofes mit Kirchturm der Matthiaskirche und Fernsehturm, Aquarell, Titelbild auf dem Umschlag des Buches von Friedrich-Wilhelm Busses Groß-Buchholz ... (siehe Literatur)